# Municipio de La Grange (Iowa)
El municipio de La Grange (en inglés: La Grange Township) es un municipio ubicado en el condado de Harrison en el estado estadounidense de Iowa. En el año 2010 tenía una población de 475 habitantes y una densidad poblacional de 5,54 personas por km².

## Geografía
El municipio de La Grange se encuentra ubicado en las coordenadas 41°33′32″N 95°47′18″O / 41.55889, -95.78833. Según la Oficina del Censo de los Estados Unidos, el municipio tiene una superficie total de 85.78 km², de la cual 85,78 km² corresponden a tierra firme y (0 %) 0 km² es agua.

## Demografía
Según el censo de 2010, había 475 personas residiendo en el municipio de La Grange. La densidad de población era de 5,54 hab./km². De los 475 habitantes, el municipio de La Grange estaba compuesto por el 98,11 % blancos, el 0,84 % eran amerindios, el 0,21 % eran asiáticos, el 0,42 % eran de otras razas y el 0,42 % eran de una mezcla de razas. Del total de la población el 1,89 % eran hispanos o latinos de cualquier raza.